# Brouckerque
Brouckerque  (en néerlandais : Broekkerke) est une commune française, située dans le département du Nord en région Hauts-de-France.

## Géographie

### Description
Brouckerque est un village agricole du Blootland, égayé de champs, de watergangs et de canaux.
Le territoire de la commune est de forme trapézoïdale. Brouckerque est séparé de Pitgam par le canal de la Haute Colme ; de Bourbourg par le Vliet, de Craywick et Loon-Plage par le canal de Bourbourg ; de Looberghe par un watergang nommé Schey-Dyck (« fossé qui sépare ») ; de Spycker par une limite administrative.

### Communes limitrophes
Les communes limitrophes sont Grande-Synthe, Spycker, Bourbourg, Craywick, Looberghe, Loon-Plage et Pitgam.
| Loon-Plage Craywick | Grande-Synthe | Spycker |
| Bourbourg           | Brouckerque   |         |
|                     | Looberghe     | Pitgam  |

### Relief et géologie
Au sud de la commune sont situées des terres basses, qui ont été recouvertes par les eaux marines en 1944 (plus d'1,20 mètre de hauteur à certains endroits) lors des inondations par l'armée allemande. À l'est de la commune, les terres sont plus élevées.
Les points les plus hauts sont le cimetière (2,3 mètres) et les points les plus bas sont en bordure du Pauw Dyck (0,4 mètre) et entre la Dieppe Straete et le Schey Dyck (0,1 et 0,4 mètre). Ces terrains bas et marécageux sont appelés les brouckes.

### Hydrographie

#### Réseau hydrographique
La commune est située dans le bassin Artois-Picardie. Elle est drainée par le canal de Bourbourg, le canal de la Haute Colme, la Vliet, le canal de Lynck à Coppenaxfort, le Langhegracht, le Sparrewardyck Nord, le Sparrewardyck Sud, la Pauwedyck, le melk dyk, le Schey Dyck et un autre petit cours d'eau,.
Le canal de Bourbourg relie l'Aa à l'ouest de Bourbourg aux ports intérieurs de Dunkerque.
Le canal de la Haute-Colme relie l'Aa à Watten au canal de Bergues et au canal de la Basse-Colme à Bergues. Il fait partie du canal de la Colme, et correspond à la partie occidentale, la seule encore accessible à la navigation fluviale.
La Langhegracht, d'une longueur de 14 km, prend sa source dans la commune de Looberghe et se jette  dans le Canal de Bergues à Téteghem-Coudekerque-Village, après avoir traversé sept communes.
Brouckerque possède également de nombreux watergangs : le Schey Dyck (en français, « fossé qui sépare ») qui fait frontière avec Looberghe ; le Pauw Dyck ; le Langhe Gracht (« long watergang ») qui coupe le village en deux ; Sparrewaerde Dyck (« fossé de l'épervier ») ; le Waeter Plecke Dyck (« fossé de l'endroit de l'eau ») ; le Melk Dyck (« le fossé au lait ») ; le Lamberts Dyck (« le fossé de Monsieur Lambert ») ; le Vinckelsgracht (« watergang des pinsons ») ; le Reep Dyck (« fossé comme une corde », qui est rectiligne).

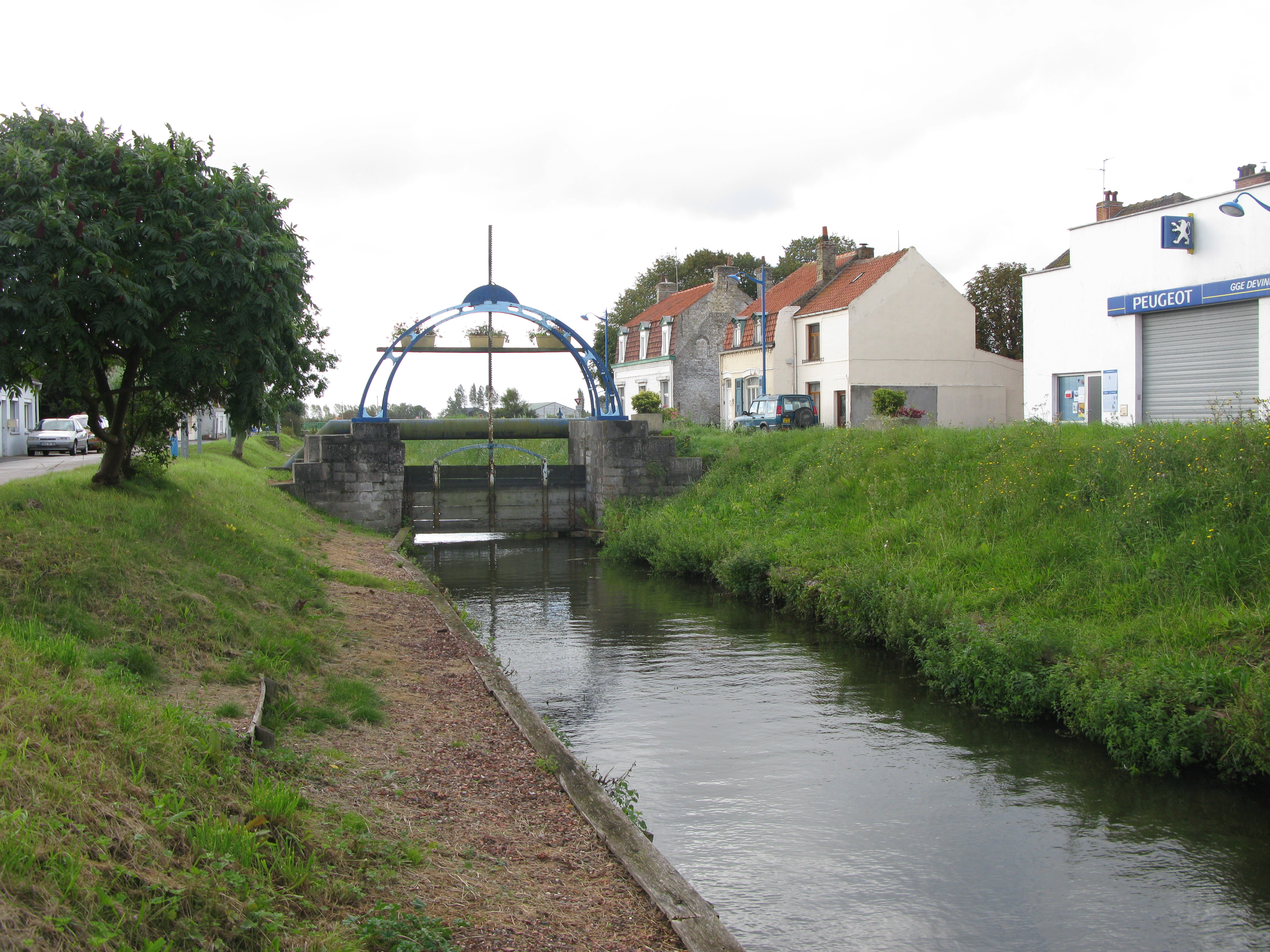
Le Vliet à Coppenaxfort.
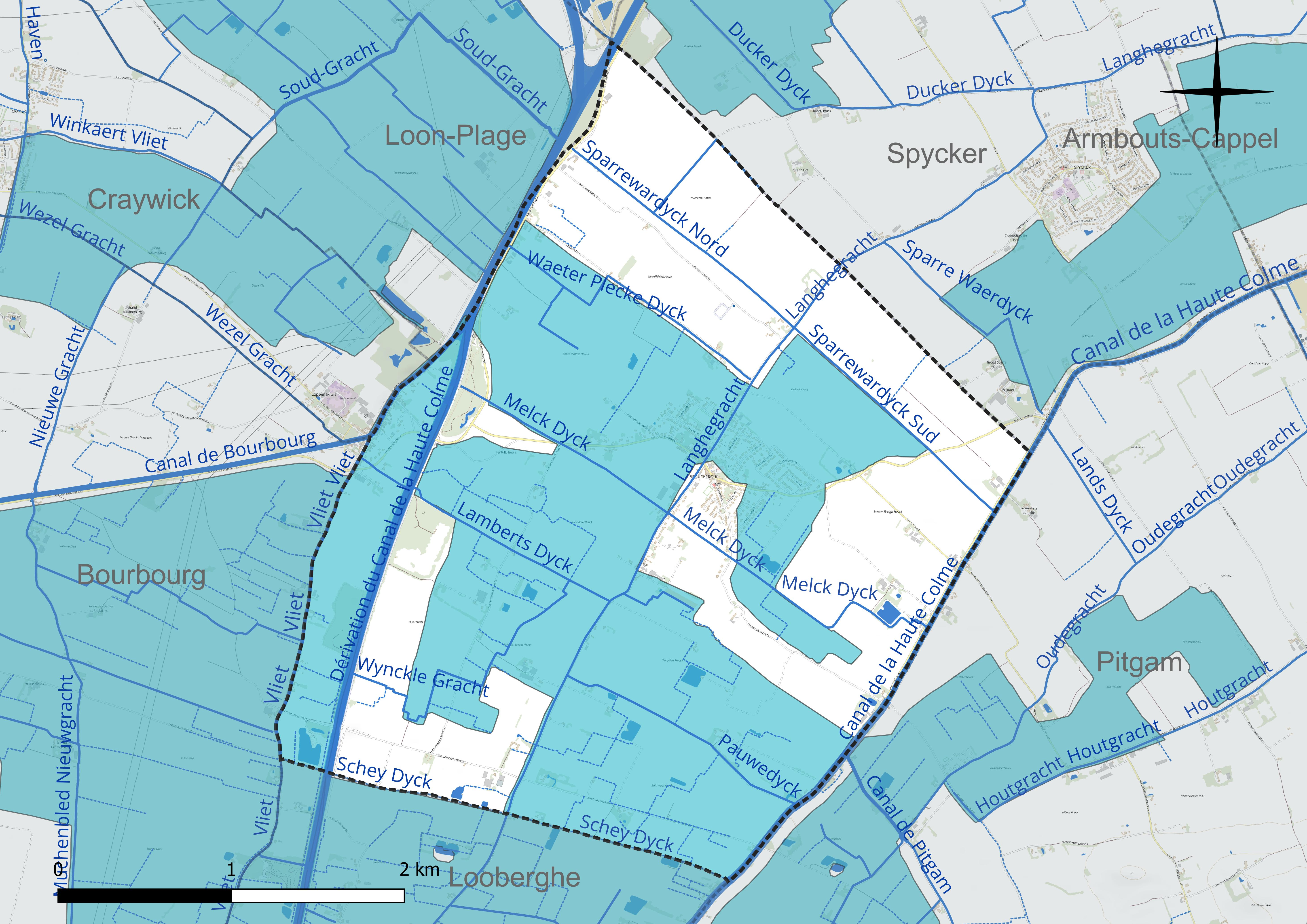
Réseau hydrographique de Brouckerque.

#### Gestion et qualité des eaux
Le territoire communal est couvert par le schéma d'aménagement et de gestion des eaux (SAGE) « Delta de l'Aa ». Ce document de planification concerne un territoire de 1 208 km2 de superficie, délimité par le bassin versant de l'Aa. Le périmètre a été arrêté le 18 août 2000 et le SAGE proprement dit a été approuvé le 15 mars 2010. La structure porteuse de l'élaboration et de la mise en œuvre est l'Institution intercommunale des Wateringues.
La qualité des cours d'eau peut être consultée sur un site dédié géré par les agences de l'eau et l'Agence française pour la biodiversité.

### Climat
Pour des articles plus généraux, voir Climat des Hauts-de-France et Climat du Nord.
En 2010, le climat de la commune est de type climat océanique franc, selon une étude du CNRS s'appuyant sur une série de données couvrant la période 1971-2000. En 2020, Météo-France publie une typologie des climats de la France métropolitaine dans laquelle la commune est exposée à un climat océanique et est dans la région climatique Côtes de la Manche orientale, caractérisée par un faible ensoleillement (1 550 h/an) ; forte humidité de l'air (plus de 20 h/jour avec humidité relative > 80 % en hiver), vents forts fréquents.
Pour la période 1971-2000, la température annuelle moyenne est de 10,7 °C, avec une amplitude thermique annuelle de 13,5 °C. Le cumul annuel moyen de précipitations est de 729 mm, avec 12,2 jours de précipitations en janvier et 8 jours en juillet. Pour la période 1991-2020, la température moyenne annuelle observée sur la station météorologique la plus proche, située sur la commune de Dunkerque à 11 km à vol d'oiseau, est de 11,7 °C et le cumul annuel moyen de précipitations est de 690,8 mm,. Pour l'avenir, les paramètres climatiques de la commune estimés pour 2050 selon différents scénarios d'émission de gaz à effet de serre sont consultables sur un site dédié publié par Météo-France en novembre 2022.

### Voie de communication et transport
Le village est traversé par la route départementale 17.

## Urbanisme

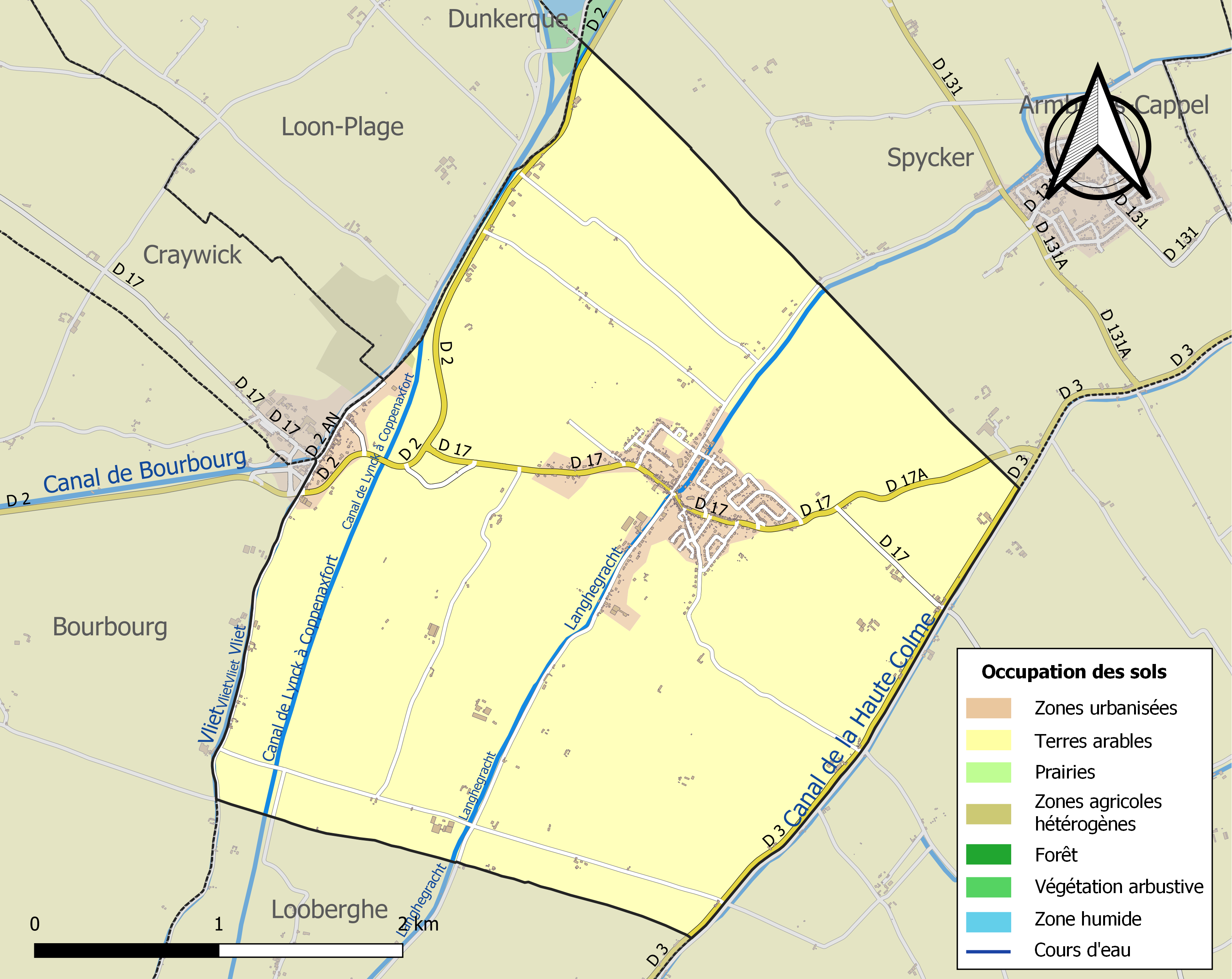
Carte des infrastructures et de l'occupation des sols de la commune en 2018 (CLC).

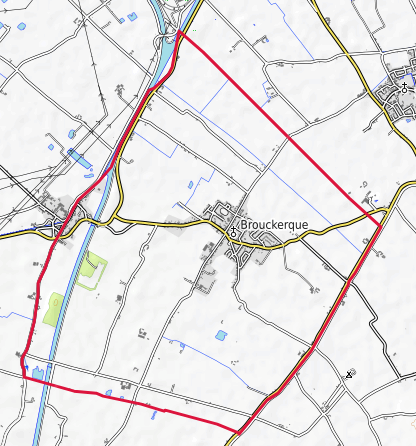
Carte topographique de la commune en 2021.

### Typologie
Au 1er janvier 2024, Brouckerque est catégorisée bourg rural, selon la nouvelle grille communale de densité à sept niveaux définie par l'Insee en 2022.
Elle est située hors unité urbaine. Par ailleurs la commune fait partie de l'aire d'attraction de Dunkerque, dont elle est une commune de la couronne,. Cette aire, qui regroupe 66 communes, est catégorisée dans les aires de 200 000 à moins de 700 000 habitants,.

### Occupation des sols
L'occupation des sols de la commune, telle qu'elle ressort de la base de données européenne d'occupation biophysique des sols Corine Land Cover (CLC), est marquée par l'importance des territoires agricoles (94,2 % en 2018), en diminution par rapport à 1990 (95,5 %). La répartition détaillée en 2018 est la suivante :
terres arables (94,2 %), zones urbanisées (5,7 %). L'évolution de l'occupation des sols de la commune et de ses infrastructures peut être observée sur les différentes représentations cartographiques du territoire : la carte de Cassini (XVIIIe siècle), la carte d'état-major (1820-1866) et les cartes ou photos aériennes de l'IGN pour la période actuelle (1950 à aujourd'hui).

### Lieux-dits, hameaux et écarts
Brouckerque partage le hameau de Coppenaxfort avec les communes de Craywick et Bourbourg.
Brouckerque possède un certain nombre de lieux-dits. Le Nunne Hof Houck (« coin de la ferme des nonnes »), sur l'actuelle ferme Decrocq de Spycker dont les terres dépassent à Brouckerque, était autrefois la ferme des Victorines, une propriété de l'abbaye de Bourbourg. Le Sparrewaerde Houck et le Bouckerkof Houck, qui doivent leurs noms aux seigneuries éponymes qui y étaient implantées au Moyen Âge. Le Kerkhof Houck (« coin du cimetière »), situé derrière le cimetière. Le Tempeliers Houck (« coin des Templiers »), où un château était établi jusque 1837, le rapport avec les Templiers n'est pas connu (une commanderie de l'Ordre du Temple aurait existé cependant à Spycker). Le Blaeuwen Jans Houck (« coin de Jean Bleu »), à l'ouest de la route de Coppenaxfort,.

### Habitat et logement
En 2020, le nombre total de logements dans la commune était de 599, alors qu'il était de 530 en 2015 et de 503 en 2010.
Parmi ces logements, 93,1 % étaient des résidences principales, 2,6 % des résidences secondaires et 4,3 % des logements vacants. Ces logements étaient pour 97 % d'entre eux des maisons individuelles et pour 2,7 % des appartements.
Le tableau ci-dessous présente la typologie des logements à Brouckerque en 2020 en comparaison avec celle du Nord et de la France entière. Une caractéristique marquante du parc de logements est ainsi une proportion de résidences secondaires et logements occasionnels (2,6 %) supérieure à celle du département (1,7 %) mais inférieure à celle de la France entière (9,7 %). Concernant le statut d'occupation de ces logements, 85,4 % des habitants de la commune sont propriétaires de leur logement (85,9 % en 2015), contre 54,5 % pour le Nord et 57,5 pour la France entière.
| Typologie                                               | Brouckerque | Nord | France entière |
| ------------------------------------------------------- | ----------- | ---- | -------------- |
| Résidences principales (en %)                           | 93,1        | 90,7 | 82,1           |
| Résidences secondaires et logements occasionnels (en %) | 2,6         | 1,7  | 9,7            |
| Logements vacants (en %)                                | 4,3         | 7,7  | 8,2            |

## Toponymie
Le nom de la localité est attesté sous les formes Ecclesia in broco vers l'an 800, Brockerka en 1139, Bruckerque en 1142, Brocherche en 1168, Brokerke au XIIIe siècle, Broukerke au XIVe siècle et Brouckerque vers 1760.
La commune se nomme en néerlandais Broekkerke, littéralement « église du marécage ». L'élément Brouc- (Broek-) représente le germanique brōka- « marais », l'élément kerque (kerk)- « église ».
Son nom en flamand de  Broek (marais) et de Kerke (église) signifie « église du marais ».

### Microptoponymie

#### Rues
On notera que la rue des Pinsons était autrefois communément appelée « café straete », car les personnes âgées qui y habitaient se réunissaient souvent autour d'une tasse de café.
La rue du Pont-à-Chats tire son nom d'une légende, qui disait qu'il ne fallait pas franchir le pont à chats (katebrugghe) vers minuit le samedi soir, car les sorcières y tenaient le sabbat et noyaient ceux qui s'y aventuraient.
La rue verte s'appelait autrefois Mardyck Houck straete, car elle était située au lieu-dit Mardyck Houck.
Certains chemins vicinaux ont des noms. Le chemin vicinal no 7 est surnommé Dieppe straete (chemin profond), car il traverse les terres les plus basses de la commune. Le chemin vicinal no 101 est appelé Nord straete (chemin du nord). Le chemin vicinal no 8 est appelé rue du Bois, car un bois existait autrefois autour du château Vandewalle ; il s'appelait jadis Water Plecke Dyck straete (fossé de la place d'eau).

#### Ponts
- Pont de Coppenaxfort.
- Pont à chats, sur le Melck dyck.

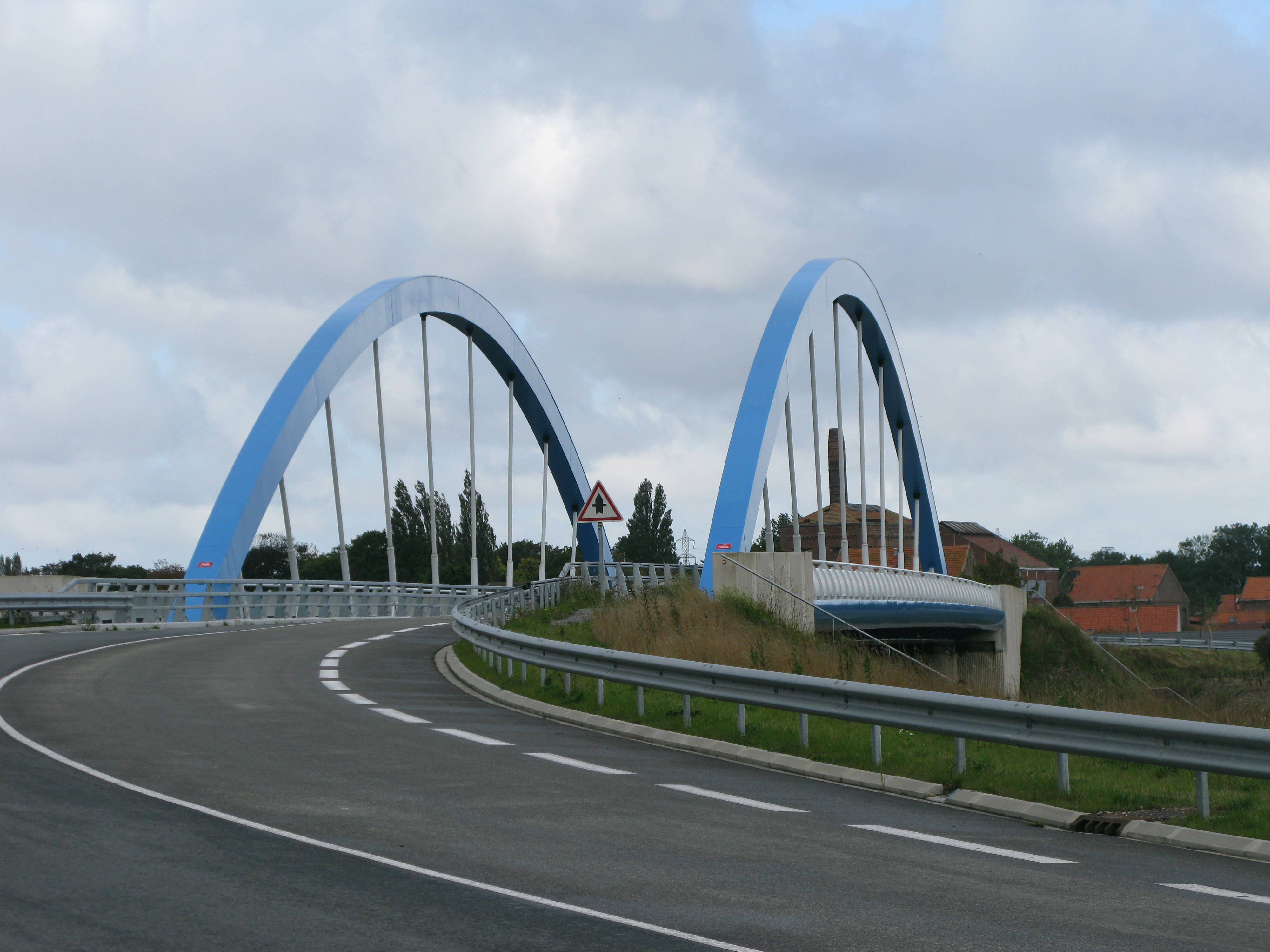
Nouveau pont de Coppenaxfort.

- Pont vert, sur la départementale 17, vers Coppenaxfort sur le Melck dyck.
- Pont du bon accueil, sur la dieppe straete, sur le Langhe gracht.
- Pont Lamberts, le long du Vliet.
- Pont du Gus Wegh, vers Bourbourg sur le Vliet, qui doit son nom de « gueux » aux protestants (révolte des gueux).
- Pont tournant du Staelenbrugghe (Pont d'acier). Il fut dynamité par l'armée française le 28 mai 1940 et reconstruit en face de la route de Pitgam. Il doit son nom aux étables construites près du nom autrefois. Le pont existait déjà en 1571[21].

#### Lieu-dit
Le lieu-dit du Nune Hof Houck (Nonnehofhoek), soit le coin de la ferme des nonnes, doit son nom à une ancienne propriété de l'abbaye de Bourbourg. C'est aujourd'hui les terres de la ferme Decrocq qui s'étendent sur Spycker et Brouckerque.

## Histoire

### Moyen Âge
Vers 800, selon une carte de Malbrancq qui représente la partie orientale du delta de l'Aa, le village Ecclesia in broco est indiqué, entouré de Burgus in broco (Bourbourg, Grunberga (Bergues), Saint-Wilbrordi (Gravelines), Koudekerke (Coudekerque), Spikere (Spycker) ou Loo berga (Looberghe).
La commune est citée en 1142 dans le cartulaire de l'abbaye Notre Dame de Bourbourg.
En 1240, Brouckerque est cité dans une keure (ensemble des lois, établi en accord avec le comte et les échevins) que la châtellenie de Bergues obtient de la comtesse Jeanne. Brouckerque dépend de ladite châtellenie. Le Brouckerhove (cour de Brouckerque) était tenue du Perron (cour féodale) de Bergues en justice vicomtière. Elle ne rendait que la basse justice, la moyenne et la haute justice se faisant à Bergues.
Le 23 août 1328, lors de la bataille de Cassel, on dénombre 3192 tués dont 36 dans la commune de Brouckerque.
La paroisse était incluse dans le diocèse de Thérouanne, puis à la disparition de celui-ci dans le diocèse de Saint-Omer.

#### Les fiefs médiévaux

##### Fief de Brouckerkhove
La seigneurie de Brouckerkhove (en flamand, cour de Brouckerque) était une juridiction administrative dépendante de la châtellenie de Bergues. Elle ne rendait que la basse justice, la moyenne et la haute justice étant rendues à Bergues.
Un fief s'élevait sur l'actuel territoire de Brouckerque. Le foncier du fief était de 104 mesures de terre (46,51 ha) au XVIe siècle, idem en 1740 et 1835. Au XVIIe siècle, est retrouvé un Guillaume Hardevust, d'une famille d'ancienne chevalerie, écuyer, seigneur de Brouckerchove, bourgmestre de la ville et châtellenie de Bergues, époux de Madeleine Hasebaert, douairière (veuve dotée d'un douaire) de Georges de Schoore, écuyer, grand bailli de Bergues. Guillaume est le fils de Pierre Hardevust, 1er échevin et bailli de la châtellenie de Bourbourg, et de Jeanne Zylof. il est le frère de Pierre Hardevust, premier greffier civil de la ville et châtellenie de Bergues et de Gillette Van der Naelde, et l'oncle d'Anne Hardevust, abbesse de l'abbaye Saint-Victor à Bergues.
À la Révolution française, le manoir a été entièrement détruit et le bois qui l'entourait qui s'étendait de la Colme au fief a été totalement défriché.
Depuis la révolution la Brouckerkhove s'appelle « ferme du Colombier bleu », et le chemin qui y mène se nomme le « Wyncle straet » (« Chemin de la juridiction »). Une nouvelle habitation est construite sur le site de l'ancien fief. Il subsiste cependant plusieurs traces de l'ancien fief : les douves qui l'entourent datent de l'époque féodale ; les fondations d'un mur d'1,50 mètre d'épaisseur (fait de briques semblables aux plus anciennes que l'on observe dans le beffroi de Bergues) ont été retrouvées lors de fouilles faites en bordure des douves qui entourent la petite pâture faisant corps avec la ferme ; dans un pan de mur de la grange se trouvent également des ouvertures en forme de meurtrière.
Aujourd'hui, la ferme située à cet emplacement est exploitée par Michel Deschodt.

##### Sparrewaerde
La cour féodale de Sparrewaerde ou Sparrewarde (de sperewer, l'épervier), possédait les trois ordres de justices du XIIIe au XVIIIe siècle. Elle s'étendait majoritairement sur Spycker et un peu sur Brouckerque. Cette seigneurie avait 19 arrière-fiefs dont 12 sur la commune de Brouckerque. Elle était assujettie au perron de Bergues. Le foncier du fief était de 173 mesures de terre en 1777.
Deux fermes subsistent de l'ancien domaine : il s'agit du lieu-dit « Grand Sparrewarde » (ferme Depoers à Spycker) et du Petit Sparrewarde (ferme Debey). Le watergang qui traverse le Grand Sparrewarde se nomme toujours « Sparrewarde Dyck ».

##### T'zudhof
Le fief de T'zudhof (ou T'zuithoff) s'étendait sur Brouckerque et Spycker et était assujetti au perron de Bergues.

##### Helsfelt
Helsfelt ou Helsfeldt (champ de l'enfer) s'étendait sur Pitgam et Brouckerque. Elle possédait les 3 ordres de justice. Elle dépendait de Fauquembergues.

### Temps modernes

Carte de la guerre de Trente Ans.

En 1566, la révolte des gueux gagne Brouckerque. Le 18 août 1566, Le curé du village André Corbeel ainsi que six autres habitants récemment convertis au calvinisme, brisent les autels et les décorations de l'église. Le 25 septembre 1566, une enquête est ordonnée par le comte d'Egmont, magistrat de la châtellenie de Bergues. Le curé ne sera pas retrouvé, mais les complices seront tous arrêtés, condamnés puis pendus par la cour féodale. En 1567, Louis Caener, habitant du village qui avait retourné les statues par dérision est condamné à être fouetté. En 1568, c'est au tour de Nicolas Deckere, d'être condamné, fouetté et banni trois ans pour trouble religieux.
En 1635, Brouckerque est touché par une épidémie de peste. Le 19 mai 1635, la France déclare la guerre à l'Espagne et prend part directement à la guerre de Trente Ans. L'armée espagnole bâtit un camp retranché à l'approche de l'armée française : elle construit les forts de Lynck et de Coppenaxfort (1644).
En 1644, le village de Brouckerque (comme Loon et Saint-Georges-sur-l'Aa) est ravagé et pillé lors du siège de Gravelines. Les moulins, les fermes et même les arbres sont brûlés. La commune de Brouckerque est totalement abandonnée pendant plusieurs années à cause des guerres et des inondations. Le village n'aura plus de curé entre 1644 et 1653.
Le 30 août 1657, Turenne campe à Brouckerque avec son armée.

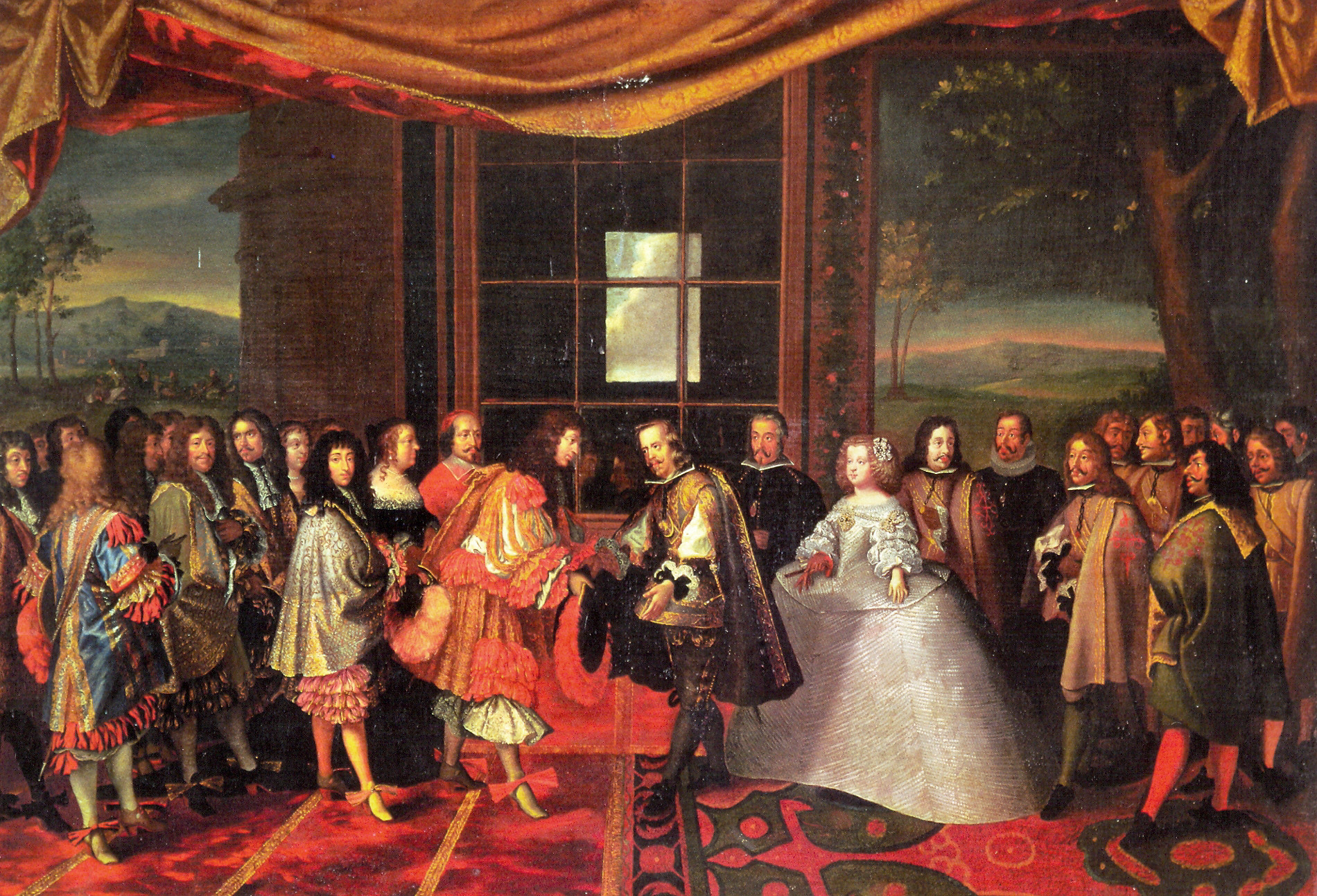
Entrevue de Louis XIV et de Philippe IV : Traité des Pyrénées

Le 7 novembre 1659, l'Espagne signe le Traité des Pyrénées et cède à la France une partie des Pays-Bas espagnols, dont les châtellenies flamandes de Bourbourg et de Gravelines. La France se trouve aux portes du village. Lors du Traité d'Aix-la-Chapelle du 2 mai 1668, l'Espagne cède à la France la place forte de Bergues et sa châtellenie dont Brouckerque fait partie : Brouckerque devient français. Elle fait toujours partie de la châtellenie de Bergues, mais contrairement à la grande majorité des paroisses de sa châtellenie, elle n'est pas rattachée au diocèse d'Ypres mais à celui de Saint-Omer comme Pitgam et Spycker.
En 1670 est construit le canal de Bourbourg.
En 1677, pour protéger Bourbourg des éventuelles attaques espagnoles, des postes de surveillances sont montés à Coppenaxfort, Loon et Mardicqhouck.
En 1701, la châtellenie de Bergues compte 12 893 habitants (contre 37 969 à Cassel et 13 084 à Bailleul).
En 1727, Brouckerque comptait 4 brasseries : celle de Van Middelem au Staelenbrugghe, celle de Charles Petyt à la ferme du Petit Sparrewaerde, celle de Jean Deswaerte au village qui tenait aussi un cabaret et celle de Guislain Deutein à Coppenaxfort. Il y avait deux moulins à blé, l'un au Staelenbrugghe et l'autre à Coppenaxfort, ainsi que deux épiceries et un chirurgien.
En 1769 est construite la brasserie Dufour de Coppenaxfort (Elle passera ensuite à la famille Dambre et cessera son activité en 1952).

### Révolution française et Empire
Le 27 mars 1789, les Brouckerquois réunis dans l'église demandent, dans le cadre de la rédaction des cahiers de doléance, la suppression des droits féodaux et l'égalité devant l'impôt. À la suite de la Révolution française, Le découpage administratif est modifié et Brouckerque fait désormais partie du canton de Bourbourg. Les Brouckerquois votent pour la première fois le 13 novembre 1791.
En 1791, Maître Deblonde, le curé de la paroisse de Brouckerque, refuse de prêter serment à la constitution (constitution civile du clergé). En janvier 1792, il est accusé de semer le trouble par sa propagande contraire à la Révolution. Il est chassé du presbytère et menacé de mort. Après avoir donné clandestinement des messes chez des fermiers qui l'hébergeaient, il a émigré en Hollande.

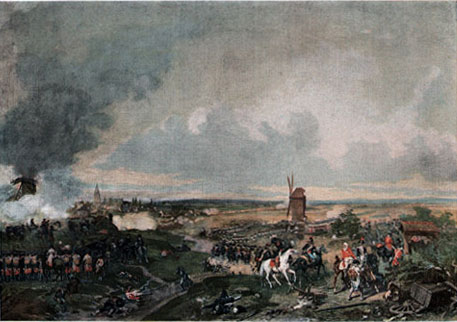
La bataille d'Hondschoote (Boussod & Valadon, d'après Lami).

En 1792, l'armée autrichienne envahit la Flandre française mais sera stoppée par la victoire française à la Bataille de Hondschoote en 1793.
En 1801-1802 (an 10 révolutionnaire), il est décidé de reconstruire le pont de Stalenbrugghe en bois de chêne.
En 1806, la culture de la betterave à sucre se développe.
En 1814, Brouckerque compte 1 instituteur, 2 tailleurs d'habits, 1 perruquier, 4 cordonniers, 2 tisserands, 2 brasseurs, 1 couvreur de chaume, 2 meuniers, 2 charpentiers, 1 revendeur, 1 tonnelier, 1 greffier du tribunal de simple police de la mairie, 1 boucher, 1 boulanger, 1 jardinier et 45 fermiers.
En avril 1814, le général prussien Zielinsky et son armée séjourne dans la région de Bourbourg et pille les habitants. D'avril 1816 jusque fin 1817, l'armée anglaise y stationne plusieurs mois.

### Époque contemporaine
En 1818, lors du troisième traité d'Aix-la-Chapelle, la France obtient de conserver les places fortes flamandes de Bourbourg et de Bergues qui ne seront donc pas incorporées aux Pays-Bas.
En 1848, une épidémie de choléra attribuée aux eaux stagnantes des canxu et des fossés ravage la région. On dénombre 69 décès à l'intérieur du bourg de Bourbourg, plus 65 à « Bourbourg-Campagne ».

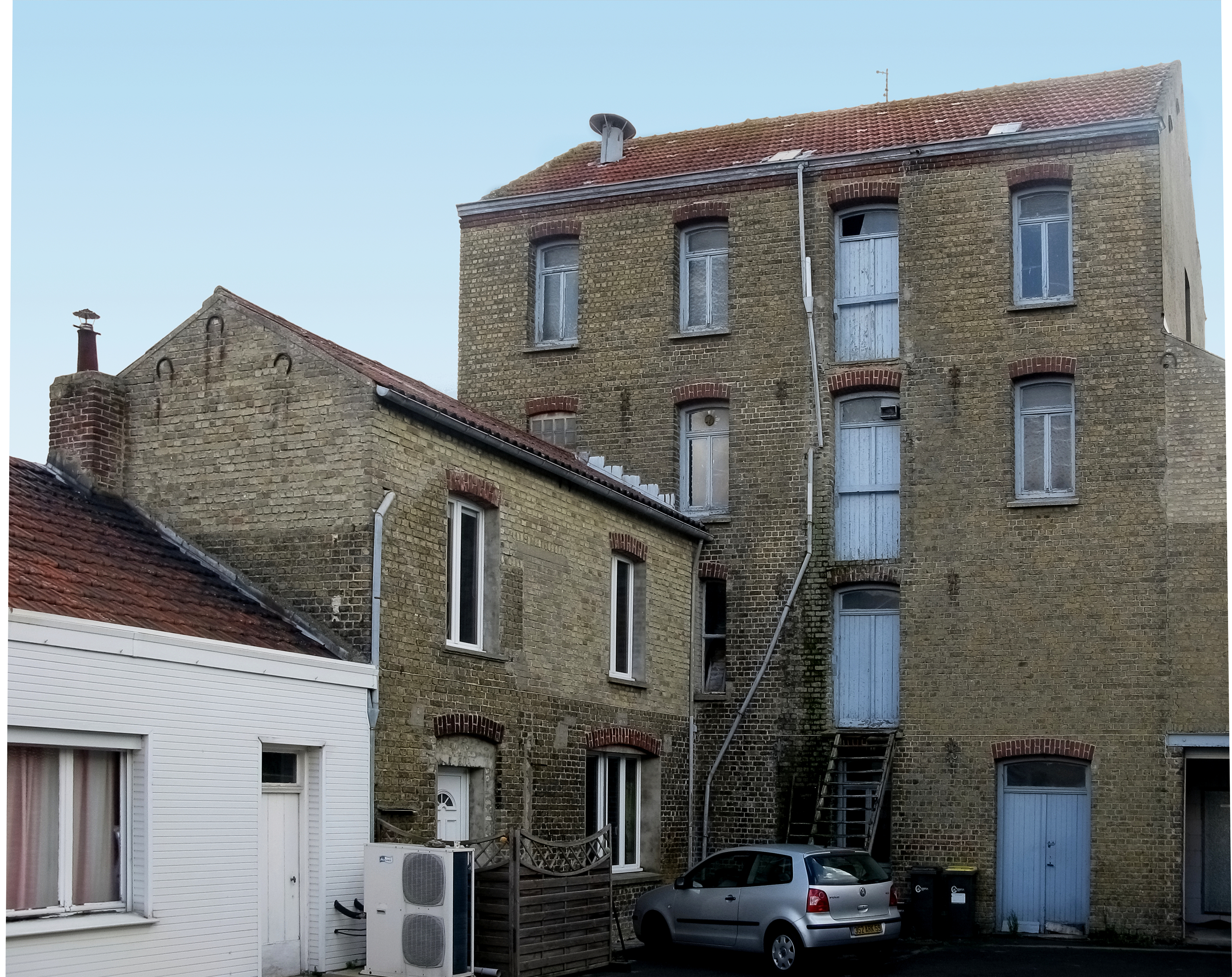
Minoterie vue de la cour.

En 1910, construction de la minoterie Chevalier (elle fermera en 1980).
De 1914 à 1918, Brouckerque fait face à la Première Guerre mondiale. L'année 1914 sera la dernière où le village accueille un marché. En 1917, Brouckerque dépendait du commandement d'étapes ayant son siège à Looberghe, (élément de l'armée organisant le stationnement de troupes, comprenant souvent des chevaux, pendant un temps plus ou moins long, sur les communes dépendant du commandement, en arrière du front), de même que Drincham, Pitgam, etc. Des troupes ont donc séjourné sur Brouckerque. Le village dépendait également du commandement d'étapes ayant son siège à Spycker, et a accueilli des éléments de l'armée britannique, de même qu'en 1916, elle relevait du commandement d'étapes de Grand-Millebrugghe. En janvier 1917, bivouaquent sur la commune des éléments de l'armée d'Afrique, des zouaves, des spahis, soit environ 2000 soldats. Au début mai 1917, les troupes anglaises comptent un poste d'artillerie contre avions à Spycker, un autre à Looberghe-Lynck, un poste de projecteurs photo-électriques à Brouckerque et un autre à Pitgam, ainsi qu'un poste de guet à Pitgam. En novembre 1917, stationnent un temps à Brouckerque des soldats d'un bataillon de tirailleurs sénégalais.
Une ligne de chemin de fer de Bourbourg à Drincham via Coppenaxfort, Brouckerque et Looberghe a fonctionné pendant environ 30 ans : créée en 1924, déclassée par un décret du 6 septembre 1938 paru au Journal Officiel du 18 septembre sur demande du département du Nord. La ligne semble avoir fonctionné jusque dans les années 1950.
En 1929 est construite la dérivation de la Colme.
En 1930-1935, le village comptait 5 forgerons : les forges Viste et Emile Dumoulin au village, la forge Marcel Goddin au Staelenbrugghe, la forge Regherre à Coppenaxfort (côté Brouckerque) et la forge Marguerit (côté Craywick). Il y avait à l'époque 200 chevaux à ferrer. Il y avait la minoterie Chevalier à Coppenaxfort et un moulin à vent le long du Vliet. Il existait deux ateliers de charronnage, deux menuisiers, un bourrelier à Coppenaxfort, un zingueur poêlier qui était aussi plombier, deux tailleurs d'habits, un peintre qui était aussi quincailler, un boulanger au village et un à Coppenaxfort, une brasserie au village (Plancke) et une à Coppenaxfort (Dambre), une mercerie, un marchand de chaussures et de café, un marchand de charbon, un maçon, un teilleur de lin, deux boucheries, deux cordonniers, deux coiffeurs, trois draineurs, une repasseuse qui faisait aussi sage-femme. Il y avait 9 épiceries, 29 estaminets et une cinquantaine d'exploitations agricoles.
En 1935 est construit le pont de Coppenaxfort, grand pont sur la dérivation de la Colme. Il sera remplacé en 2009.
En 1938, l'électricité arrive à Brouckerque.

#### Seconde Guerre mondiale

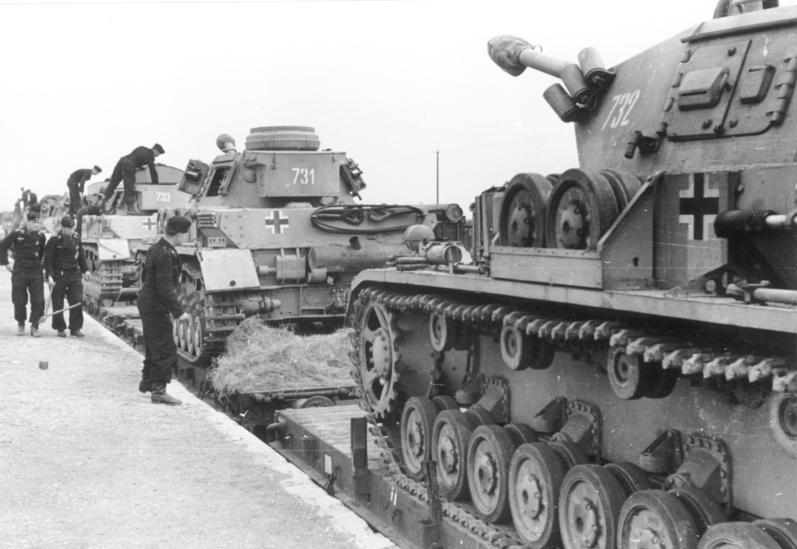
Panzer IV de la Wehrmacht en 1942.

De 1939 à 1945, Brouckerque subit la Seconde Guerre mondiale. Brouckerque ne sera libérée que le 11 avril 1945 (Lille était déjà libérée le 3 septembre 1944, mais Dunkerque ne le sera que le 9 mai, après la capitulation).
Le 3 septembre 1939, les chevaux sont réquisitionnés pour former des convois militaires à Bourbourg. Vers la mi-septembre, les premiers soldats français du 222e régiment d'artillerie arrivent au village. Ils resteront jusque fin septembre. Les femmes remplacent les hommes mobilisés dans les champs.
Le 11 novembre 1939, le 16e régiment d'artillerie stationne au village. Il sera remplacé par le 38e régiment d'infanterie, lui-même remplacé après l'hiver par le 125e train, formé des autobus de Paris, qui restera jusque le 10 mai 1940.
Le 14 mai 1940, les premiers réfugiés belges commencent à passer. Le 17 mai, les premiers autobus belges arrivent au village, et les réfugiés sont logés dans les écoles et chez les habitants. Dunkerque et sa région subissent les premiers bombardements. Le 20 mai, des soldats anglais commencent à installer des défenses à Brouckerque, puis ils se replient sur Dunkerque pour le rembarquement des troupes ; les Français inondent la région pour retarder la progression allemande. La population du village double et son ravitaillement devient difficile. Le 23 mai 1940, une pièce de 75 de la DCA est installée à Coppenaxfort en plein milieu de la départementale 17. Le 26 mai, le 225e régiment d'infanterie et le 310e régiment d'infanterie prennent position à Spycker pour couvrir l'embarquement des Français et des Anglais à  Dunkerque. Le 27 mai, les artilleurs français mettent en batterie deux pièces de 155 longs en bordure de la route de Spycker, des mines anti-chars sont placées sur les rampes du pont de Coppenaxfort et des tranchées sont creusées aux abords du village. Le 28 mai 1940, vers 14h, deux Allemands en side-cars arrivent au village. Le général Heinz Guderian note le soir dans son rapport : le groupe de reconnaissance de la 10e Panzerdivision a pris Brouckerque. Les Français font sauter les ponts Wiel et Gaston Pauwels ainsi que l'écluse de la route de Spycker.
Le 29 mai 1940 au matin, les Allemands attaquent le château de l'Afgand avec une voiture blindée et des side-cars. Ils sont repoussés par les mitrailleuses du 225e régiment d'infanterie. Ils sont encore repoussés le 30 mai par la 68e division d'infanterie à Spycker et au château de l'Afgand. Le 2 juin au soir, malgré la résistance du 225e régiment d'infanterie, les Allemands prennent Spycker avec des blindés et de l'artillerie, et capturent le château de l'Afgand par ruse : après avoir franchi la Colme à l'aide d'une péniche, les Allemands attaquent le château par derrière.
En février 1944, les Allemands décident d'inonder la Flandre maritime. Le 14 février, la population du village de Brouckerque est entièrement évacuée, à l'exception du hameau de Coppenaxfort et de quelques fermes situées au-dessus du niveau de la mer. Coppenaxfort devient le centre du village et la mairie y est transférée. Toutes les vannes des watergangs sont ouvertes et le village est inondé. Vers la fin du mois de mai 1944, les Allemands ouvrent les écluses de Dunkerque à marée haute et l'eau de mer envahit les terres : l'eau atteindra par endroits 1,20 mètre de haut. Tous les arbres de la région sont abattus - y compris les bois de Merckeghem et de Watten pour faire des pieux Rommel (troncs d'arbres plantés régulièrement avec des fils de fer barbelés pour empêcher l'atterrissage des planeurs).
Le 15 août 1944, les Allemands quittent le village. Le 7 septembre 1944, une colonne allemande qui se replie prend position à Brouckerque et places des mitrailleuses. Le 8 septembre 1944, la 5e Brigade d'infanterie canadienne arrive de Looberghe le long de la Colme. Vers 15h, des militaires portant l'écusson « Armée du Canada Régiment de Maisonneuve » traversent triomphalement le village sans s'arrêter et se dirigent vers Coppenaxfort. Les Allemands de Coppenaxfort font sauter le pont de Brouckerque, puis font sauter les ponts de Coppenaxfort et de Craywick dans la soirée. Le 9 septembre, l'artillerie allemande bombarde le village. Les militaires canadiens du Black Watch of Canada arrivent à Coppenaxfort. Les Canadiens occupent aussi l'Afgand et le Grand-Mille Brugghe. Mais les Canadiens n'ont pas pour mission de libérer Dunkerque et repartent vers la Belgique.
En février 1945, le 2e bataillon du 51e régiment d'infanterie de ligne prend position dans le secteur, notamment à Brouckerque. Le 9 avril 1945, les Allemands encerclent les postes français à Spycker et capturent quasi entièrement la 8e compagnie du 51e régiment d'infanterie de ligne. Le 11 avril 1945, Brouckerque est libéré.
Le 12 avril, le 1er et le 2e bataillon du 33e régiment d'infanterie de ligne (33e RINE) viennent en renfort, appuyés par des chars tchèques. Ils essaient de reprendre le pont de Spycker mais sont repoussés par l'artillerie allemande. Coppenaxfort est bombardé. Le 1er mai, 15 chars tchèques prennent position dans Spycker. Le 7 mai, Looberghe est libéré, puis Pitgam. Le 8 mai, l'Allemagne capitule. Le 9 mai à 9 h, Dunkerque est libéré.
En 1947, les ponts de Coppenaxfort détruits en 1944 sont reconstruits,,.

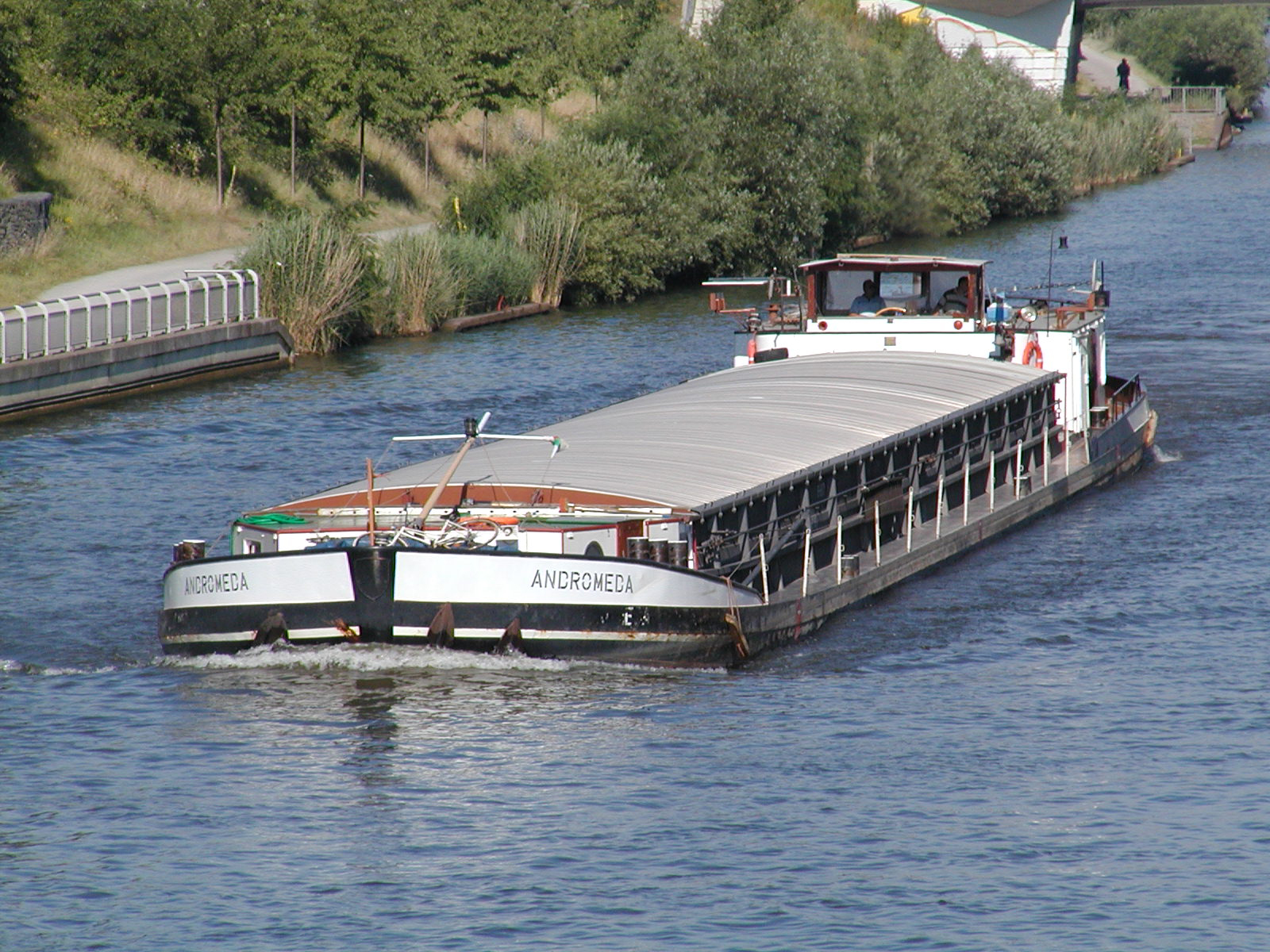
Une péniche.

Le 26 juin 1955 est inauguré le groupe scolaire, à l'emplacement de l'école des filles qui a été démolie en 1953.
En 1967, le canal de Bourbourg et la Dérivation de la Colme sont portés au grand gabarit européen, soit une largeur de 52 mètres.
En 1974, construction d'une école maternelle.
En 1975, Brouckerque compte deux bouchers, un boulanger, un bourrelier, un vendeur de cycles, trois épiciers, deux maréchaux-ferrants, un négociant en charbon, une mercerie, un débit de tabac, neuf cafés et 29 agriculteurs.
En 1986, pose de la première pierre de la salle polyvalente, réalisée par le SIVOM Bourbourg-Gravelines. Elle sera inaugurée le 28 mai 1988 par le maire Anne-Marie Chevalier, le président du SIVOM A. Denvers, le conseiller général du canton O. Varlet et l'architecte Soissons. La salle sera baptisée Anne-Marie-Chevalier en 1990.
En 1994, la première fête de l'eau est organisée à Coppenaxfort.
En 1999, réalisation du parc de Coppenaxfort.
En 2004, l'éclairage public arrive à Coppenaxfort et des travaux d'assainissement y sont réalisés.
En 2005, l'église est restaurée.
En 2007, un nouveau pont est construit sur la dérivation de la Colme à côté de l'ancien pont de Coppenaxfort (qui sera ensuite démoli), plus haut (7 m au lieu de 5 m65) pour des raisons de vétuseté et répondre aux normes européennes. Le pont a été inauguré par le 20 juillet 2009 par le Secrétaire d'État Dominique Bussereau. L'opération a été conduite sous maîtrise d'ouvrage VNF et son montant de 9,5 millions d'euros financé à 50 % par l'État et à 50 % la région Nord-Pas-de-Calais.
En 2011, 19 scorpions et 671 mygales et mygalons - 157 espèces de mygales différentes, dont certaines sont protégées - sont découvertes chez un particulier à Brouckerque.

## Politique et administration

### Rattachements administratifs et électoraux

#### Rattachements administratifs
La commune se trouve depuis dans l'arrondissement de Dunkerque du département du Nord.
Elle faisait partie depuis 1793 du canton de Bourbourg. Dans le cadre du redécoupage cantonal de 2014 en France, cette circonscription administrative territoriale a disparu, et le canton n'est plus qu'une circonscription électorale.

#### Rattachements électoraux
Pour les élections départementales, la commune fait partie depuis 2014 du canton de Grande-Synthe
Pour l'élection des députés, elle fait partie de la quatrième circonscription du Nord.

### Intercommunalité
Brouckerque était membre de la communauté de communes de la Colme, un établissement public de coopération intercommunale (EPCI) à fiscalité propre créé en 1993 et auquel la commune avait transféré un certain nombre de ses compétences, dans les conditions déterminées par le code général des collectivités territoriales.
Conformément aux prescriptions de la loi de réforme des collectivités territoriales du 16 décembre 2010, qui a prévu le renforcement et la simplification des intercommunalités et la constitution de structures intercommunales de grande taille, cette intercommunalité a fusionné avec sa voisine pour former, le 31 décembre 2013, la communauté de communes des Hauts de Flandre, dont est désormais membre la commune.

### Liste des maires

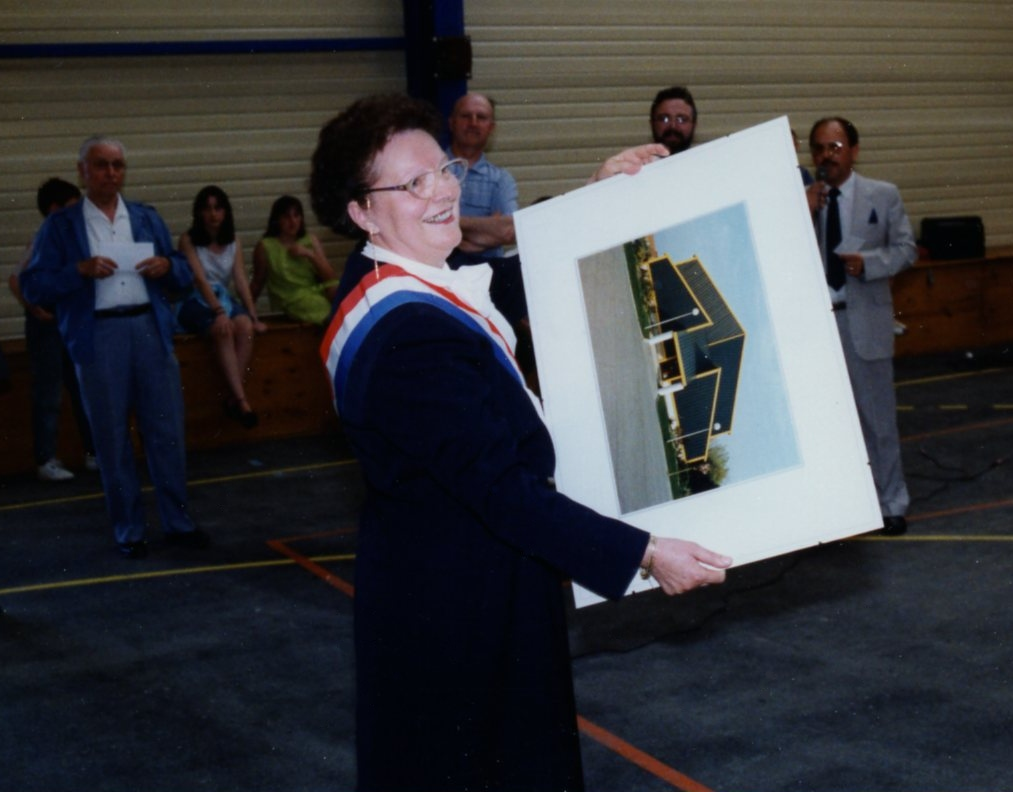
Anne-Marie Chevalier.

| Période       | Période                        | Identité              | Étiquette    | Qualité |
| ------------- | ------------------------------ | --------------------- | ------------ | --- |
| 1945          | 1971                           | Georges Adriansen     |              | |
| 1971          | 1990                           | Anne-Marie Chevalier  | SE           | Institutrice |
| 1990          | 2014                           | Jean-Pierre Decool    | RPR puis DVD | Sénateur du Nord (2017 → 2023) Député du Nord (14e circ.) (2002 → 2017) Conseiller général de Bourbourg (1994 → 2015)                                       |
| 2014          | novembre 2023                  | Marie-Claude Lermytte | DVD          | Assistante sociale, Vice-présidente de la CC des Hauts de Flandre (2014 → ?) Sénatrice du Nord (2023 → ) Démissionnaire à la suite de son élection au Sénat |
| novembre 2023 | En cours (au 30 novembre 2023) | Guy Pruvost           | DVD          | Retraité président des Chasseurs de Migrateurs de Flandres                                                                                                  |

## Équipements et services publics

### Enseignement
Brouckerque fait partie de l'académie de Lille.
Aux XIXe et XXe siècles, Brouckerque comptait deux écoles :
- l'école des garçons, au Wethuys ;
- l'école des filles, rue de l'Abbé-de-Beco (autrefois appelée rue de Spycker).

L'école des filles est devenue le groupe scolaire actuel depuis 1955.
Pour des études plus longues, les écoliers se tournent généralement vers Dunkerque.

## Population et société

### Démographie

#### Évolution démographique
L'évolution du nombre d'habitants est connue à travers les recensements de la population effectués dans la commune depuis 1793. Pour les communes de moins de 10 000 habitants, une enquête de recensement portant sur toute la population est réalisée tous les cinq ans, les populations de référence des années intermédiaires étant quant à elles estimées par interpolation ou extrapolation. Pour la commune, le premier recensement exhaustif entrant dans le cadre du nouveau dispositif a été réalisé en 2006.

En 2022, la commune comptait 1 454 habitants, en évolution de +7,23 % par rapport à 2016 (Nord : +0,51 %, France hors Mayotte : +2,11 %).
| 1793 | 1800 | 1806 | 1821 | 1831 | 1836 | 1841 | 1846 | 1851 |
| ---- | ---- | ---- | ---- | ---- | ---- | ---- | ---- | ---- |
| 500  | 706  | 630  | 757  | 893  | 912  | 938  | 948  | 937  |

| 1856 | 1861 | 1866 | 1872 | 1876 | 1881 | 1886 | 1891  | 1896  |
| ---- | ---- | ---- | ---- | ---- | ---- | ---- | ----- | ----- |
| 916  | 953  | 949  | 935  | 984  | 981  | 985  | 1 040 | 1 031 |

| 1901  | 1906 | 1911 | 1921 | 1926 | 1931 | 1936 | 1946 | 1954 |
| ----- | ---- | ---- | ---- | ---- | ---- | ---- | ---- | ---- |
| 1 041 | 985  | 915  | 819  | 839  | 829  | 761  | 804  | 741  |

| 1962 | 1968 | 1975 | 1982  | 1990  | 1999  | 2006  | 2011  | 2016  |
| ---- | ---- | ---- | ----- | ----- | ----- | ----- | ----- | ----- |
| 698  | 665  | 924  | 1 064 | 1 168 | 1 165 | 1 276 | 1 282 | 1 356 |

| 2021  | 2022  | - | - | - | - | - | - | - |
| ----- | ----- | - | - | - | - | - | - | - |
| 1 444 | 1 454 | - | - | - | - | - | - | - |

On sait également que le village possédait 116 maisons en 1843, 233 en 1920, 184 en 1936 et 283 en 1975.[réf. nécessaire]

#### Pyramide des âges
La population de la commune est relativement jeune.
En 2018, le taux de personnes d'un âge inférieur à 30 ans s'élève à 35,3 %, soit en dessous de la moyenne départementale (39,5 %). À l'inverse, le taux de personnes d'âge supérieur à 60 ans est de 22,0 % la même année, alors qu'il est de 22,5 % au niveau départemental.
En 2018, la commune comptait 685 hommes pour 723 femmes, soit un taux de 51,35 % de femmes, légèrement inférieur au taux départemental (51,77 %).
Les pyramides des âges de la commune et du département s'établissent comme suit.
| Hommes | Classe d’âge | Femmes |
| ------ | ------------ | ------ |
| 0,2    | 90 ou +      | 0,5    |
| 3,4    | 75-89 ans    | 5,5    |
| 17,4   | 60-74 ans    | 17,0   |
| 25,2   | 45-59 ans    | 22,9   |
| 19,1   | 30-44 ans    | 18,3   |
| 14,9   | 15-29 ans    | 17,8   |
| 19,7   | 0-14 ans     | 18,2   |

| Hommes | Classe d’âge | Femmes |
| ------ | ------------ | ------ |
| 0,5    | 90 ou +      | 1,4    |
| 5,3    | 75-89 ans    | 8,1    |
| 14,8   | 60-74 ans    | 16,2   |
| 19,1   | 45-59 ans    | 18,4   |
| 19,5   | 30-44 ans    | 18,7   |
| 20,7   | 15-29 ans    | 19,1   |
| 20,2   | 0-14 ans     | 18     |

### Manifestations culturelles et festivités

#### Autrefois
Jusqu'à la deuxième moitié du XXe siècle, se tenaient plusieurs processions catholiques :
- La procession du Saint Sacrement à la Fête-Dieu où l'église était décorée et un garde suisse marchait en tête, suivi d'enfants de chœur et d'une fanfare.
- Le 15 août en l'honneur de Marie où les gens étaient en groupes costumés. La dernière eut lieu en août 1971[51].

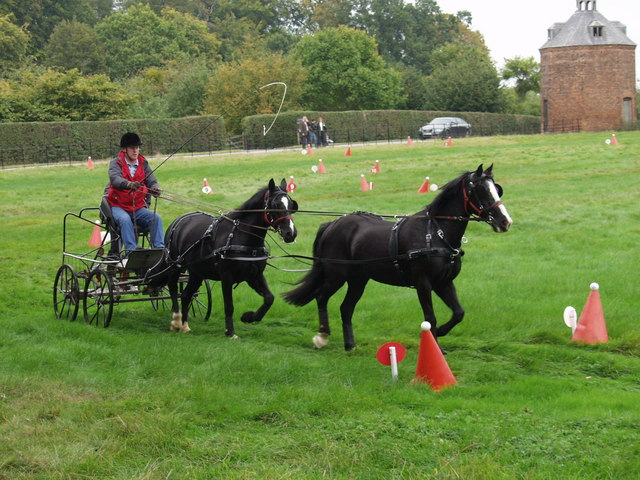
Une voiture attelée.

En dehors des fêtes religieuses et militaires (armistices), il y avait quelques fêtes brouckerquoises au XXe siècle :
- La Grande Ducasse, le dimanche le plus près de la Saint-Michel, premier dimanche d'octobre (parfois le dernier dimanche de septembre). Il y avait des attractions foraines, notamment un manège de bois actionné par un cheval dans les années 1930.
- La Petite Ducasse, premier dimanche de mai. Un bal était organisé le midi et le soir. L'après-midi avait lieu le carrousel en voiture à cheval (puis à vélo après 1945) : il fallait, en étant assis à l'arrière d'une voiture attelée, ramasser à l'aide d'un bâton les anneaux placés au sol tous les 20 mètres.
- La Karriole ou fête de la moisson, à la fin de l'été. La première eut lieu en 1984. On pouvait y gouter des produits régionaux et découvrir le monde agricole tel que le teillage du lin et la tonte des moutons.

#### Actuellement
Depuis 1993 a lieu un petit carnaval inspiré du carnaval de Dunkerque.
Depuis 1994 a lieu la Fête de l'eau, tous les deux ans le premier weekend de juin. On y trouve des animations nautiques, concours de pêche, expositions, etc. Tous les deux ans en alternance depuis 1991 ont lieu les Ruralies, un marché fermier qui succède à la fête de la moisson où on peut découvrir le monde agricole.

### Sports et loisirs

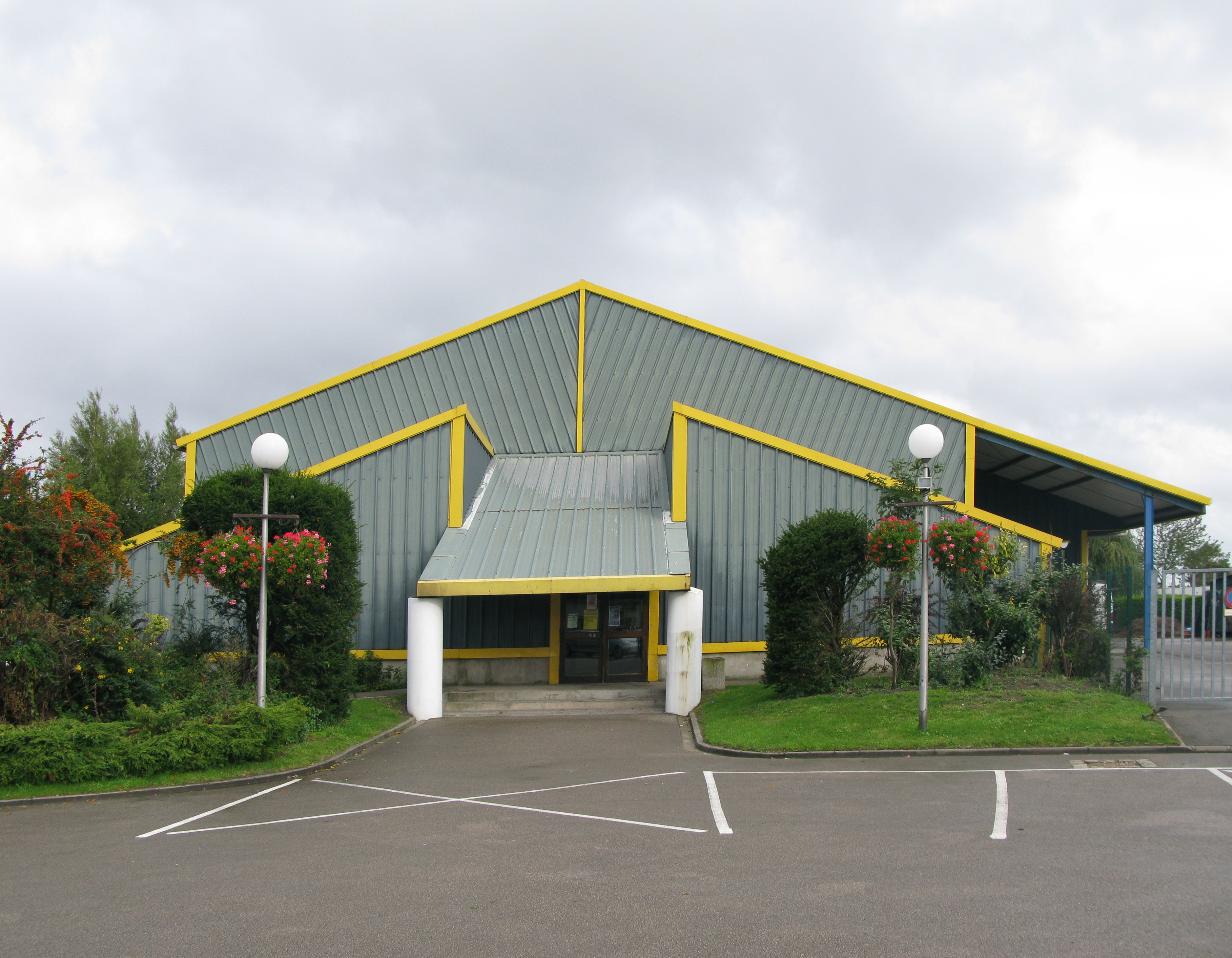
La salle polyvalente.

La salle polyvalente (SIVOM Bourbourg Gravelines) a été inaugurée le 28 mai 1988. Elle est baptisée salle Anne-Marie-Chevalier le 5 mai 1990[réf. nécessaire].

### Cultes
Pour le culte catholique, Brouckerque a fait partie du diocèse de Thérouanne jusqu'en 1562, du diocèse de Cambrai jusque 1913 puis du diocèse de Lille[réf. nécessaire].

## Économie

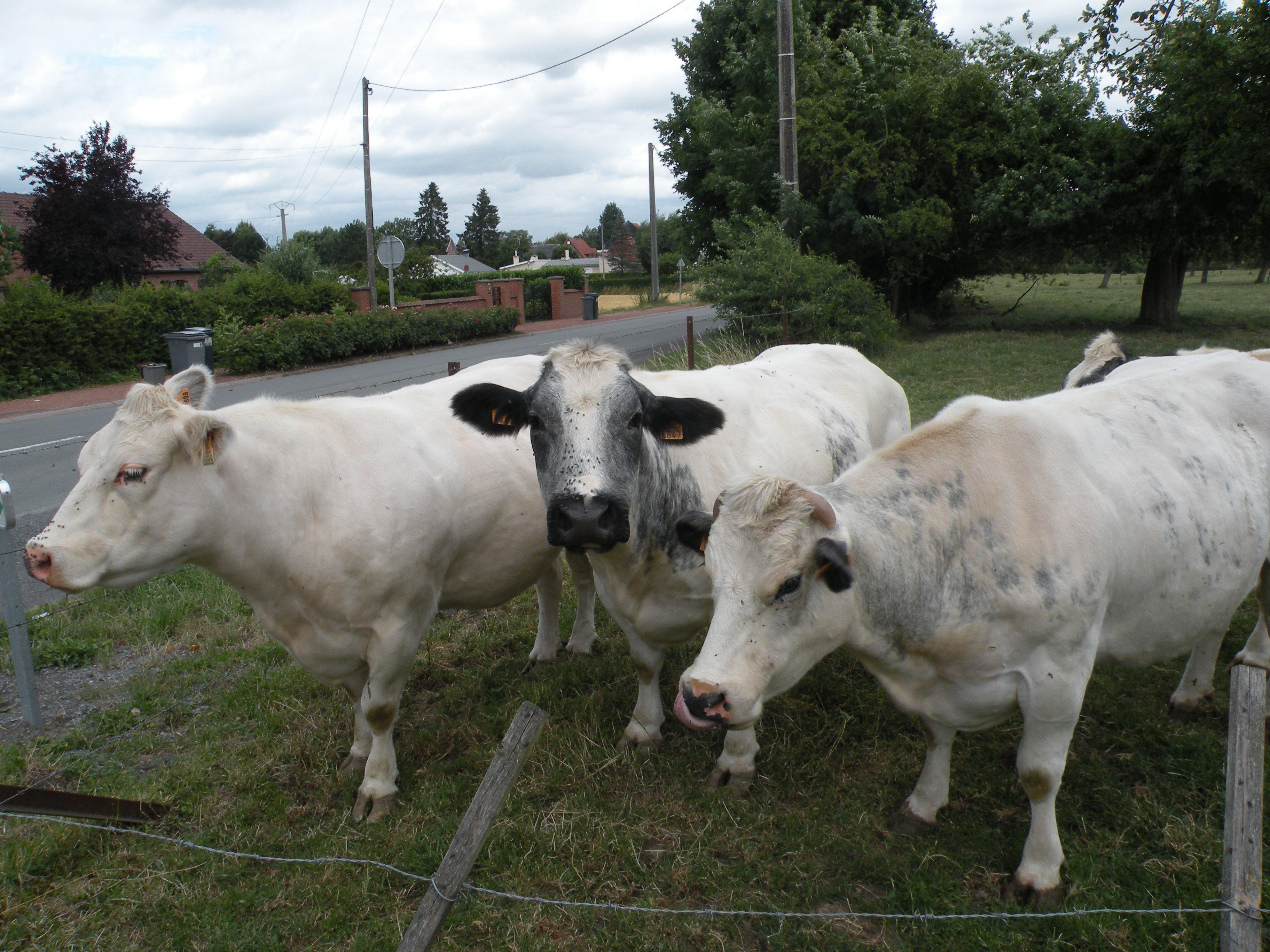
Bleues du Nord.

Brouckerque est depuis longtemps un village essentiellement agricole. Vers 1900, on dénombrait 62 petites et moyennes exploitations agricoles, 50 en 1935 et 16 en 2005. On trouve actuellement de la polyculture dans la plupart des exploitations, ainsi que de l'élevage - de bovins (notamment de Bleue du Nord), de lapins, de moutons - et du maraîchage.

## Culture locale et patrimoine

### Lieux et monuments
Un chemin de randonnée pédestre de 11 km, le « Circuit des éclusettes », permet de découvrir en partie le village et de le replacer dans son environnement. Une version plus courte de 8,7 km le « Circuit des éclusettes variante » existe également.
Le principal monument du village est sans doute l'église Saint-Omer qui date du XIVe siècle). On peut y voir une tour avec un escalier à vis en briques appareillées ; c'est un point de repère dans la plaine environnante. Son presbytère, ancien, est également digne d'intérêt, tout comme le cimetière et les monuments aux morts de la commune.
D'autres monuments remarquables à Brouckerque sont le château de l'Afgand et la Mairie de Brouckerque (Wethuys), qui date du XIXe siècle.
Dans la partie brouckerquoise de Coppenaxfort, on remarquera le pont de Coppenaxfort (2009) et la Croix centrale de l'ancien pont (1935), tout comme la minoterie Chevalier (1911).
Brouckerque compte une chapelle du XVIIe siècle : la chapelle Ter Mille Boom. La chapelle Notre-Dame de Bonsecours a été construite en 1863 par Désiré Ghysel. La chapelle Sainte-Anne (Heÿlige Moeder Anna), du XVIIe siècle, est aujourd'hui disparue.
On trouvait autrefois à Brouckerque le château Vandewalle. Il appartenait à la famille Vandewalle et était entouré d'un bois et d'un fossé. Il appartient ensuite à Denys Marant en 1886 puis est démoli. Il se situe près de la ferme Sterckman actuelle. Le petit chemin qui y accédait s'appelait « Water Plecke Dyck straete », qui s'appelle aujourd'hui « rue du Bois ».
La plus ancienne maison du village est la maison « Au Cygne », située 1, route de Coppenaxfort ; elle appartient à la commune.
Depuis 2012, Brouckerque fait partie du réseau Village Patrimoine, coordonné par les Pays de Flandre.

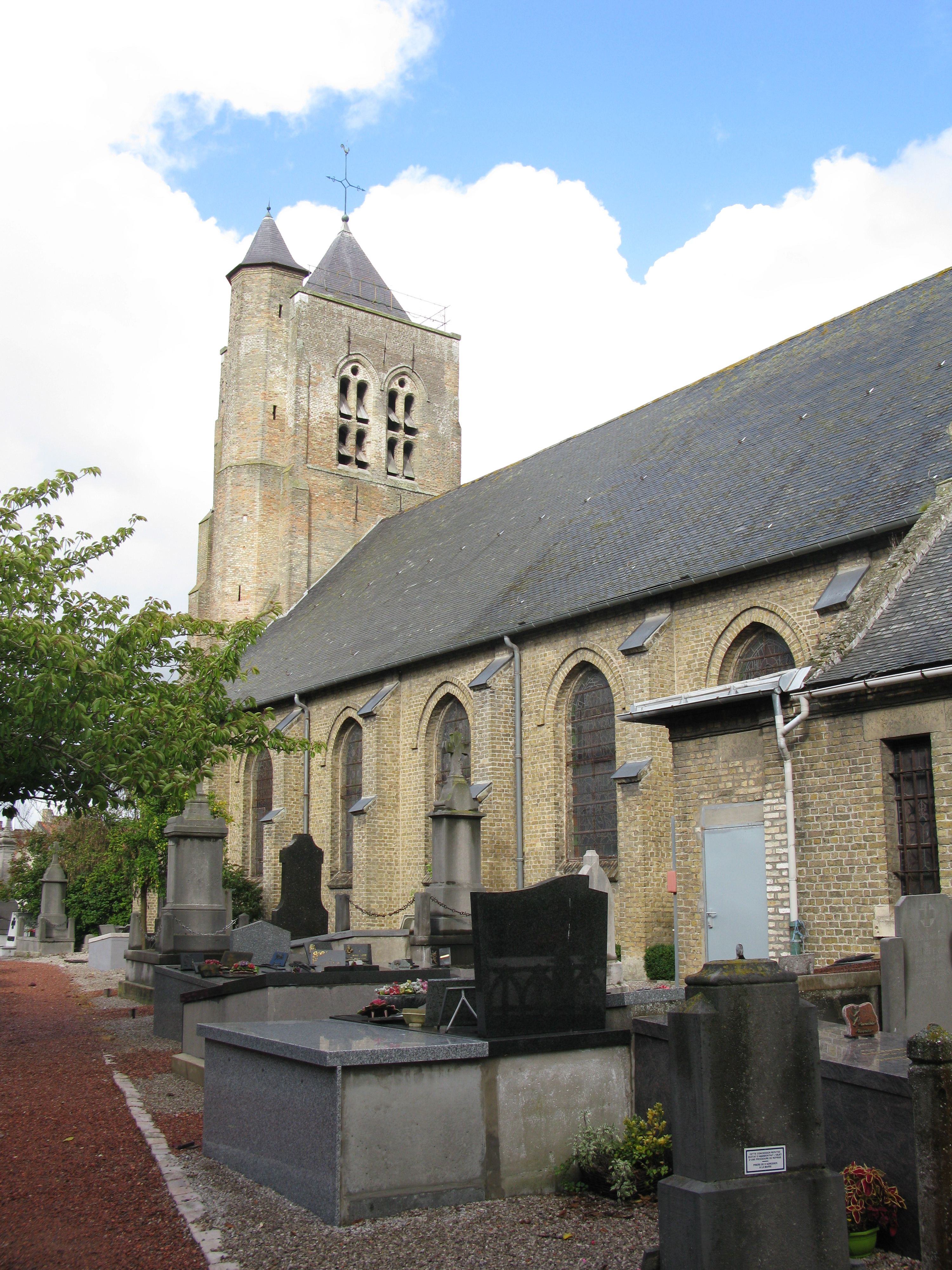
Église Saint-Omer
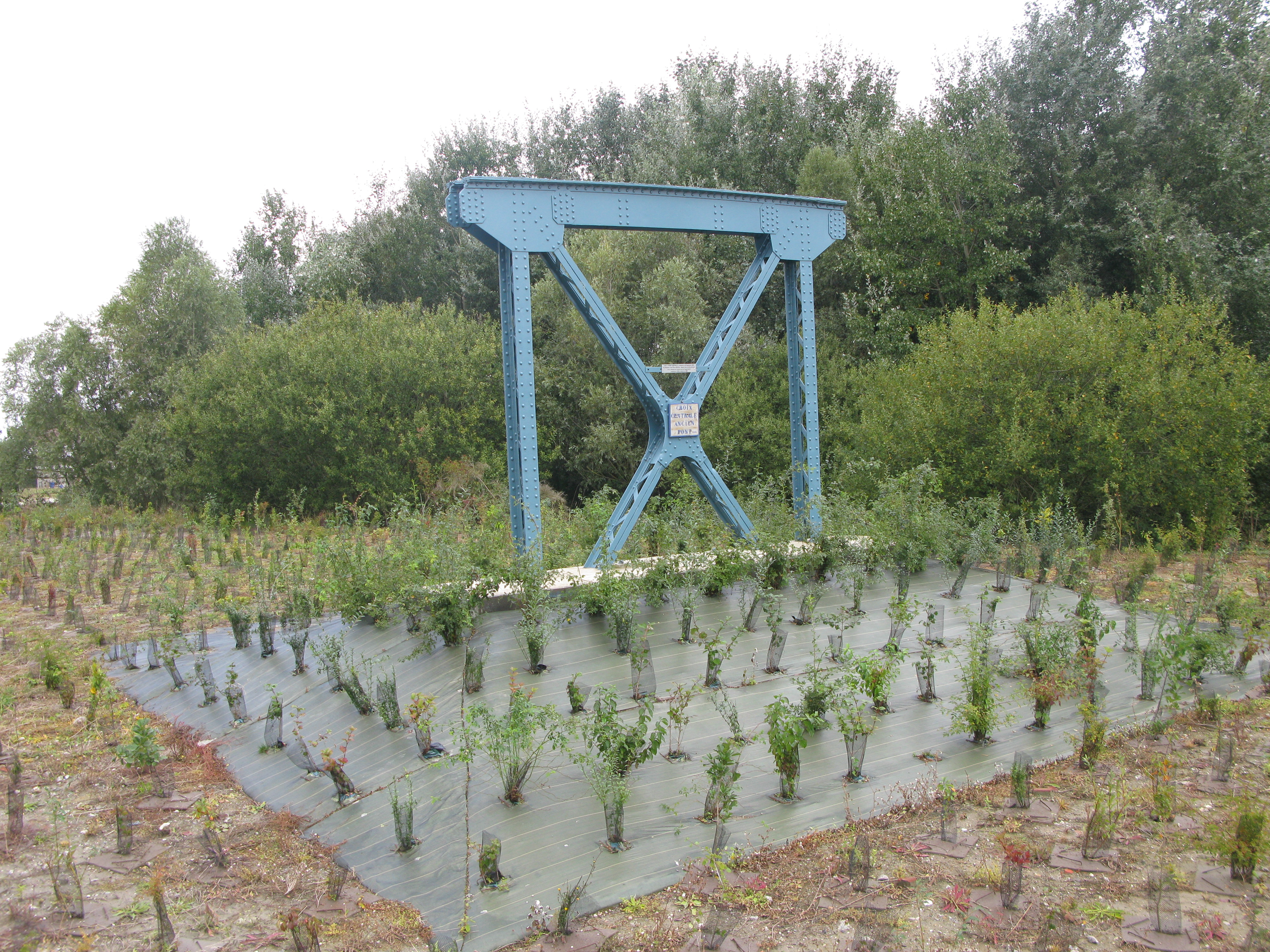
Croix centrale de l'ancien pont de Coppenaxfort
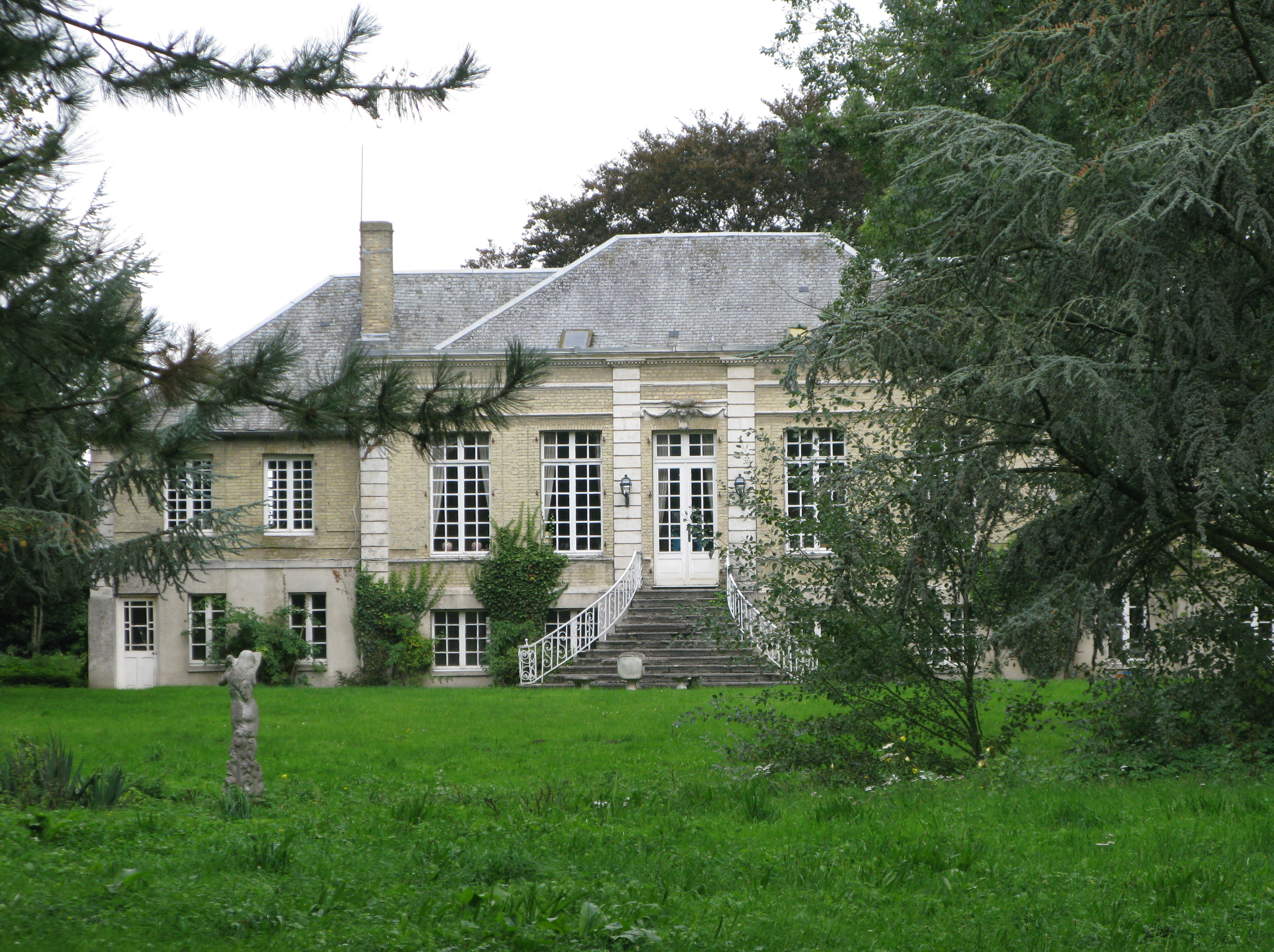
Château de l'Afgand
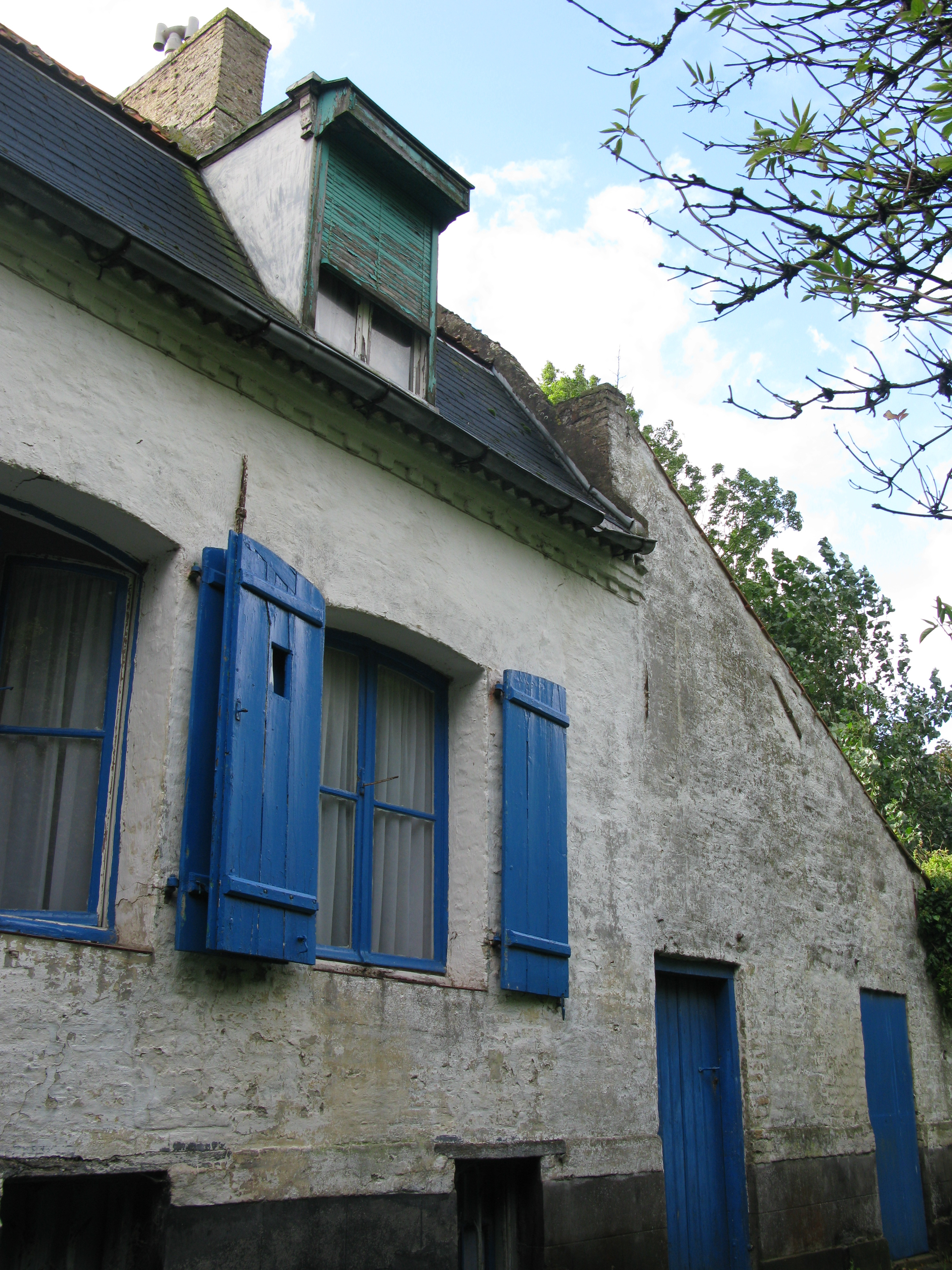
Presbytère

### Folklore

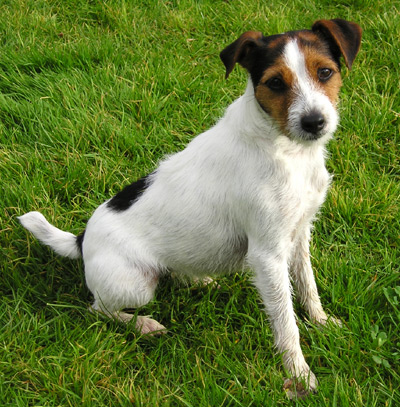
Le Parson Russell terrier, un chien utilisé comme ratier.

Plusieurs jeux folkloriques étaient populaires aux XIXe et XXe siècles à Brouckerque,, en particulier :
- Le pael boer (littéralement, borne du paysan) : le but du jeu était de lancer une petite brique sur une autre brique, appelée « le pael » (« la borne »), placée verticalement à 8 ou 10 mètres sur une ligne de jeu.
- Le jeu de quilles : ce jeu, ancêtre du bowling, était joué dans différents estaminets équipés pour le jeu. Cela consiste à abattre des quilles à l'aide d'une grosse boule de bois de 20 cm de diamètre avec un trou pour mettre la main. Le jeu était pratiqué dans différents estaminets de la commune.
- Le jeu de boules : on faisait rouler des disques de bois (de 20 cm de diamètre et 4 cm d'épaisseur), appelés « boules », pour qu'ils rentrent dans une grille composée de cases numérotées. Le jeu se jouait par équipes. Le jeu était organisé à l'estaminet « Bois de Boulogne » (route de Bergues).
- Des concours de coqs et de chiens ratiers.
- Des combats de coqs (à la ducasse de Coppenaxfort).

### Annecdote
Le Vliet aurait un monstre, issu du Langhe Dracht puis réfugié dans le Canal de la Haute Colme, le Snouck, un immense brochet dévoreur d'enfants,,.

### Théâtre
En 1946, le curé Edmond Dehondt fait rénover et aménager la salle paroissiale, soit plusieurs bâtiments qui étaient d'anciennes étables désaffectées et endommagées par la guerre, donnés par une Brouckerquoise en 1942 et situés route de Looberghe. Il monte une troupe de théâtre qui jouera plusieurs pièces, notamment Ces dames aux chapeaux verts de Germaine Acremant, Mon oncle et mon curé de Jean de La Brète ou L'Enfant du Gave.

### Brouckerque dans les arts et la culture
La plupart des peintures et sculpture remarquables sont des œuvres à caractère religieux et s'observent dans l'église Saint-Omer. On trouve cependant des peintures murales dans le presbytère, peintes par un prisonnier de guerre allemand en 1945 ; ainsi que des peintures murales dans l'ex café Vanhersecke (aujourd'hui maison Rosoux)  peintes par les frères Cousyn du Grand-Millebrugghe à la fin du XIXe siècle.

### Héraldique
| Blason de Brouckerque | Blason  | D'argent à une fasce de sable chargée de trois quintefeuilles d'or. |
| Blason de Brouckerque | Détails | Le statut officiel du blason reste à déterminer.                    |

## Pour approfondir